# Historia elektrotechniki
Niektóre zjawiska elektryczne obserwowano już w czasach przedhistorycznych. Uderzenia pioruna napawały jednak ludzi strachem i były jednocześnie niemożliwe do zbadania.

## Do XIX wieku
Starożytni Grecy poznali pierwsze zjawiska elektrostatyki. Zauważyli, że pocierając bursztyn (gr. elektron – ηλεκτρον) kawałkiem futra, nadają temu kamieniowi zdolność przyciągania drobnych i lekkich przedmiotów, takich jak pyłki czy włosy.
Elektryczność jest tematem naukowego zainteresowania od co najmniej wczesnych lat siedemnastego wieku. Dalszy rozwój nauki nastąpił dopiero w XVII w.
Prawdopodobnie pierwszym elektrotechnikiem był William Gilbert, który wynalazł versorium: przyrząd, który wykrywa obecność naładowanych statycznie ciał. Był też pierwszą osobą, która określiła różnicę pomiędzy magnetyzmem i elektrycznością statyczną i stał się sławny poprzez wprowadzenie pojęcia elektryczności. Około 1600 r. William Gilbert powrócił do greckiej nazwy bursztynu, przez co wkrótce całą naukę nazwano elektrycznością.
W 1660 r. Otto von Guericke zbudował pierwszy generator elektrostatyczny. Robert Boyle (1675) zauważył, że oddziaływania elektrostatyczne przenikają próżnię. Stephen Gray podzielił (1729) wszystkie substancje na przewodniki i izolatory. W 1745 r. powstała butelka lejdejska. Wkrótce badania nad elektrostatyką doprowadziły do pojęcia prądu elektrycznego.
W 1752 r. Benjamin Franklin zbudował pierwszy piorunochron, wypuszczając swój latawiec na metalowej lince podczas burzy. Przełom XVIII i XIX w. to złoty okres elektrotechniki: Michael Faraday opracował podstawy elektromagnetyzmu, czyli wpływu pola magnetycznego na ładunki elektryczne; Luigi Galvani odkrył, że do przesyłania bodźców w układzie nerwowym u zwierząt również wykorzystywane są ładunki; Alessandro Volta zbudował pierwsze ogniwo elektryczne; André Marie Ampère pracował nad elektromagnetyzmem.
W 1775 roku eksperymenty naukowe Alessandro Volty doprowadziły do wynalezienia elektroforu – urządzenia produkującego statyczny ładunek elektryczny i w 1800 roku Volta wynalazł ogniwo galwaniczne, prekursora baterii elektrycznej.

## Wiek XIX

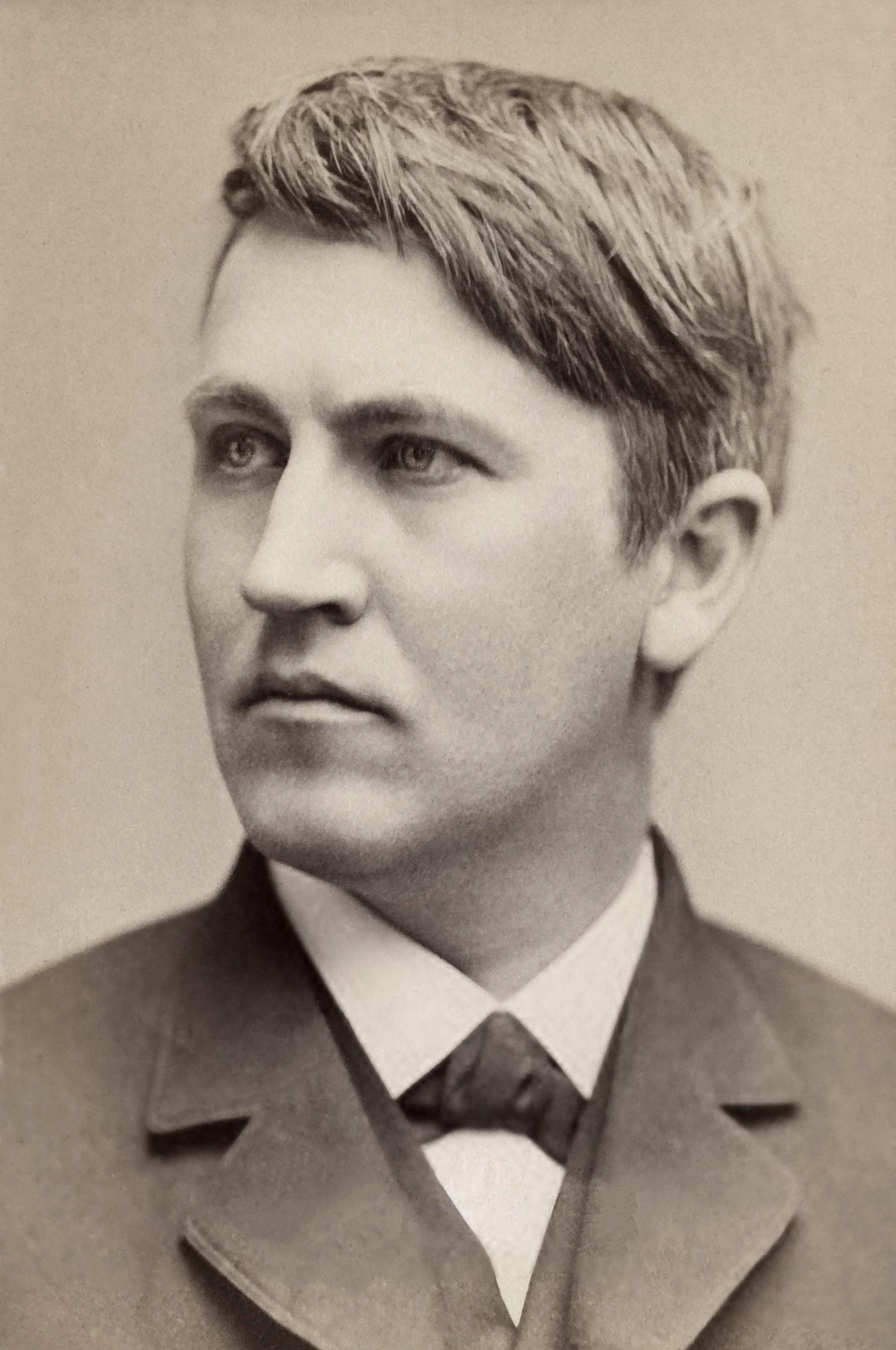
Thomas Edison zbudował pierwszą sieć elektroenergetyczną na wysoką skalę

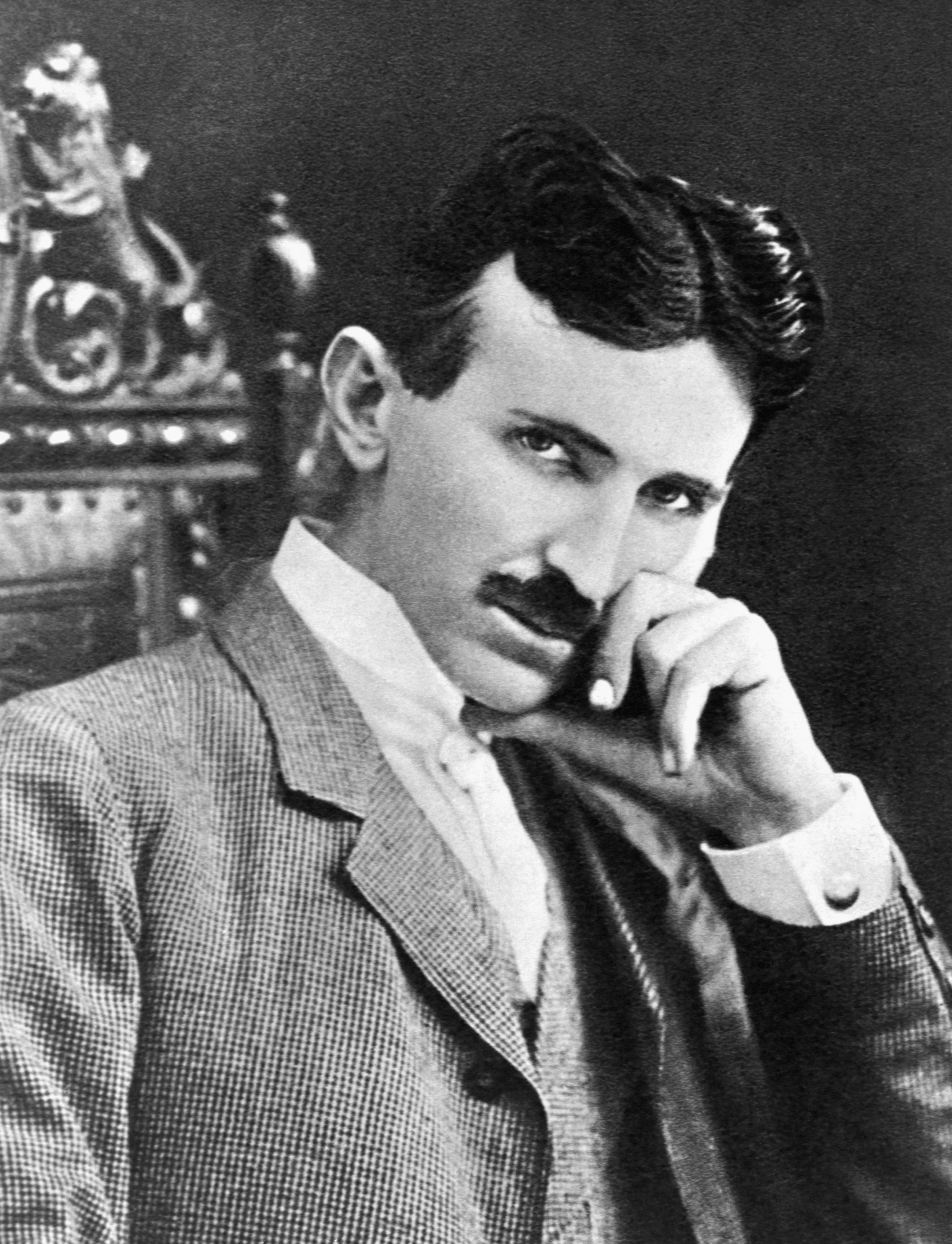
Nikola Tesla umożliwił budowę elektrycznych sieci przesyłowych dalekiego zasięgu.

Jednak dopiero w XIX wieku badania w tej dziedzinie zaczęły się nasilać. Z czasem udało się ustalić i opisać najważniejsze prawa rządzące elektrycznością. Przyczynili się do tego m.in. Georg Ohm, Gustav Kirchhoff, James Clerk Maxwell i inni.
Znaczącym postępem w tym wieku była praca Georga Ohma, który w 1827 roku określił wzajemne relacje pomiędzy prądem elektrycznym i różnicą potencjałów w przewodniku, odkrycie indukcji elektromagnetycznej w 1831 przez Michaela Faradaya i opublikowanie jednolitej teorii elektryczności i magnetyzmu w traktacie Jamesa Clerka Maxwella Elektryczność i Magnetyzm z 1873.
Wkrótce nowa dziedzina wiedzy zaczęła być wykorzystywana w praktyce. Samuel Morse zbudował telegraf, Antonio Meucci – telefon, Thomas Edison opatentował żarówkę, fonograf, postawił pierwszą elektrownię i zbudował pierwszą miejską sieć elektryczną, rozpoczynając tym samym elektroenergetykę, Nikola Tesla zbudował pierwszy silnik elektryczny, Werner von Siemens założył pierwszą fabrykę elektrotechniczną i opracował pierwszy tramwaj elektryczny. Powstały urządzenia takie jak radar, radio, telewizja, komputery, satelity...
Większość tych nazwisk związana jest z fizycznymi jednostkami miary. Elektryczność jest wygodną i stosunkowo tanią formą przesyłania energii, bez której współczesna ludzka cywilizacja nie mogłaby istnieć.
Przez lata badana elektryczność była w znacznej mierze uważana jako poddział fizyki. Tak było aż do późnych lat XIX wieku, w którym uniwersytety rozpoczęły oferować stopnie naukowe w elektrotechnice. Uniwersytet Techniczny w Darmstadt w 1882 roku utworzył pierwszą katedrę i pierwszy na świecie wydział elektrotechniki. W 1883 roku w Uniwersytecie Technicznym w Darmstadt i Uniwersytecie Cornella wprowadzono pierwsze na świecie kierunki studiów elektrotechniki, a w 1885 roku w University College London wprowadzono pierwszą katedrę elektrotechniki w Wielkiej Brytanii. Następnie w 1886 roku w University of Missouri utworzono pierwszy w Stanach Zjednoczonych wydział elektrotechniki.
Przez ten okres wiedza dotycząca elektrotechniki radykalnie wzrosła. W 1882 roku Edison włączył pierwszą na świecie sieć elektroenergetyczną na wysoką skalę, która dostarczała 110 V prądu stałego do pięćdziesięciu dziewięciu klientów dolnego Manhattanu. W 1887 Nikola Tesla wniósł zgłoszenia patentowe związane z konkurencyjną formą dystrybucji energii znanej jako prąd zmienny. W następnych latach miała miejsce zaciekła rywalizacja pomiędzy Teslą a Edisonem, dotycząca metody generowania i przesyłu energii, nazywana „Walką o prąd przemienny”. Prąd stały (DC) został zastąpiony przez prąd przemienny (AC) w produkcji i rozdziale energii, ogromnie rozszerzając zakres i udoskonalając bezpieczeństwo i sprawność rozdziału energii elektrycznej.
Wysiłki tych dwóch uczyniły wiele w uzupełnieniu wiedzy z elektrotechniki – praca Tesli dotycząca silników indukcyjnych i układów wielofazowych wywierała na tym polu wpływ przez lata, podczas gdy praca Edisona nad telegrafem i udoskonalenie maszyny do pisania okazało się zyskowne dla jego spółki, która ostatecznie przeobraziła się w General Electric. Pod koniec XIX wieku w drodze postępu pojawiły się jeszcze inne znaczące postacie.

## Współczesność
Obecnie naukowcy zajmują się opracowaniem tańszych metod wytwarzania i przekształcania energii elektrycznej, zwiększaniem wydajności istniejących urządzeń, opracowywaniem jeszcze lepszych materiałów na przewodniki i izolatory itp. Istotną sprawę stanowi ochrona życia i mienia. Mimo iż elektryczność jest już żywiołem ujarzmionym, ciągle nierozważne posługiwanie się nią może być przyczyną nieszczęścia. Choć większość praw i reguł rządzących światem elektrycznym wydaje się być znana, ciągle jeszcze pozostaje wiele do odkrycia lub rozwinięcia.